# Óxido no metálico

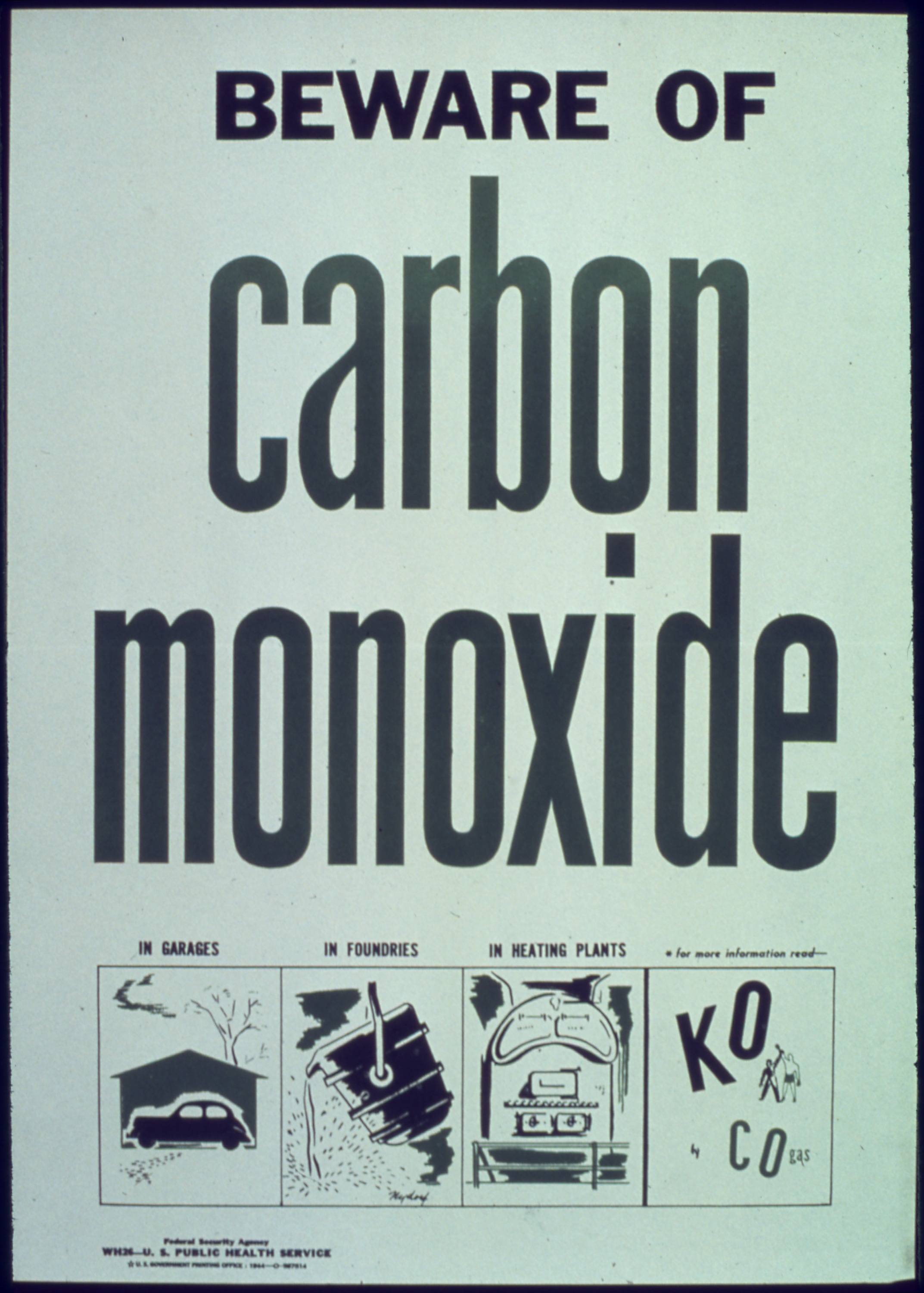
El monóxido de carbono es un óxido no metálico de extrema toxicidad

Un óxido no metálico es un compuesto binario formados por la combinación del oxígeno con un no metal  mediante enlace covalente lo que hace que sean sustancias de bajo punto de fusión y de ebullición, hasta el punto de que muchos de ellos son gases en condiciones normales de presión y temperatura o líquidos de bajo punto de ebullición, con excepción del pentóxido de yodo(V), I2O5, que es un sólido blanco y alguna otra más. Algunos de estos óxidos pueden reaccionar con el agua para formar ácidos oxácidos. En estos casos también se les conoce como anhídridos o más generalmente, como óxidos ácidos, ya que pueden reaccionar directamente con las bases para formar sales. También existen óxidos no metálicos de carácter neutro, es decir, que no forman oxácidos ni reaccionan con sustancias básicas para formar sales, como es el caso del monóxido de carbono, CO o el monóxido de nitrógeno, NO.

## Propiedades físicas
Los óxidos no metálicos pueden presentarse en cualquiera de los tres estados de agregación, pero lo más frecuente es que en condiciones normales de presión y temperatura, se encuentren en estado gaseoso. Esto es debido a que son moléculas covalentes, de pequeño tamaño y poco polares, por lo que presentan puntos de fusión y de ebullición relativamente bajos. Respecto a otras propiedades físicas, hay que decir que cuando se encuentran en estado sólido, carecen de brillo metálico. En su estado normal de agregación pueden presentar diversos colores, aunque entre los gases predominan los de aspecto incoloro. Los sólidos suelen ser más quebradizos y con diferentes grados de dureza. Tampoco son buenos conductores del calor y de la electricidad.

## Formación y propiedades químicas
La mayoría de los óxidos de elementos no metálicos se forman por reacción directa entre el elemento y el oxígeno. En los casos en que el elemento no metálico pueda presentar diferentes estados de oxidación, se forma preferentemente el óxido correspondiente al estado de oxidación más estable. Así, por ejemplo, en el caso del carbono, cuyo estado de oxidación más estable es (IV), se forma preferentemente dióxido de carbono (CO2):
{\displaystyle {\ce {C + O2 -> CO2}}}
mientras que el otro óxido posible, el del C(II), el monóxido de carbono (CO), solo se forma en condiciones de reacción en las que el oxígeno se encuentra en déficit.
{\displaystyle {\ce {2C + O2 -> 2CO}}}
Que al ser menos estable que el dióxido, tiende a oxidarse hasta alcanzar el estado de oxidación más estable:
{\displaystyle {\ce {2CO + O2 -> 2CO2}}}
Situaciones similares se dan para otros elementos no metálicos, como por ejemplo los óxidos de fósforo. Si se quema fosforo en una atmósfera normal, se produce la oxidación completa del fósforo, formando óxido de fosforo(V), ya que este es el estado de oxidación más estable, mientras que para obtener el oxido de fósforo(III), la combustión debe realizarse en déficit de aire.
En el grupo del oxígeno, los no metales, azufre y selenio, cuyos estados de oxidación más estable es el (IV), al reaccionar con el oxígeno, por ejemplo durante la combustión de los elementos respectivos, se forma el dióxido correspondiente, mientras que para obtener los trióxidos, relativamente estables,  es necesario oxidar éstos.
{\displaystyle {\ce {S + O2 -> SO2}}}
{\displaystyle {\ce {2SO2 + O2 -> 2SO3}}}
La formación de óxidos de nitrógeno por reacción directa con el oxígeno, es una excepción a esta regla general de formación de los óxidos en el estado de oxidación más estable. En la mayoría de los compuestos de nitrógeno, este se encuentra en estado de oxidación (V), sobre todo sus oxisales (nitratos) , sin embargo, la oxidación directa del nitrógeno molecular produce monóxido de nitrógeno, NO, que posteriormente continúa oxidándose, más lentamente hasta dar NO2. El óxido de nitrógeno(III) o anhídrido nitroso, N2O3, se obtiene al comprimir y enfriar una mezcla equimolecular de NO y NO2 hasta el estado líquido, descomponiéndose de nuevo cuando vuelve al estado gaseoso. El anhídrido nítrico o óxido de nitrógeno(V), N2O5, solo es posible obtenerlo por deshidratación del ácido nítrico con pentóxido de fosforo. En el caso del nitrógeno también existe el óxido de dinitrógeno, N2O, que se obtiene por reacción de amoníaco con ácido nítrico. 
Los elementos halógenos, debido a su elevada electronegatividad, su estado de oxidación más estable y habitual es (-I) pero, aun así, pueden formar óxidos, pues con excepción del flúor, todos son algo menos electronegativos que el oxígeno. Se conocen varios óxidos de halógenos, algunos con estados de oxidación (VII) que es el máximo que se puede encontrar en este grupo de elementos. Sin embargo, estos óxidos no se obtienen por reacción del elemento con el oxígeno molecular, O2; sino que se requiere el empleo de diferentes reactivos. El óxido de cloro(I)  y el de Br(I) se obtienen por reacción con el óxido de mercurio(II).
{\displaystyle {\ce {2Cl2 + 2HgO -> Cl2O + HgCl2.HgO}}}
Otros se obtienen por reducción de alguna oxisal, como el dióxido de cloro(IV), que se obtiene a partir del clorato:
{\displaystyle {\ce {2ClO3- + SO2 -> 2ClO2 + SO4^2-}}}
Otros óxidos en mayor estado de oxidación se obtienen por reacción con el ozono, O3, mientras que los anhídridos Cl2O7 y I2O5 se preparan por deshidratación de los correspondientes ácidos.
Finalmente, se conocen combinaciones del oxígeno con el xenón como el trióxido de xenón, XeO3 o el tetraóxido de xenón, XeO4, muy inestables y propensos a explotar, dada la gran tendencia que tienen los gases nobles a no formar combinaciones con otros elementos. También se conocen algunas combinaciones del flúor con el oxígeno. Sin embargo, aunque en algunos tratados de química se les denomina "óxidos", estrictamente son fluoruros de oxígeno, ya que el flúor se encuentra en estado de oxidación (-I), como en cualquier fluoruro, forzando al oxígeno a oxidarse hasta el estado (I) o (II). Se conocen varios de estos compuestos, de los cuales, el difluoruro, OF2, un gas incoloro, es el único que está termodinámicamente próximo a  ser estable. Sin  embargo, reacciona fácilmente con varios agentes  reductores. Por ejemplo, cuando se disuelve en agua, produce lentamente oxígeno según la reacción:
{\displaystyle {\ce {F2O + H2O -> O2 + 2HF}}}
En esta reacción, el oxígeno del agua (-II) se oxida mientras que el oxígeno del fluoruro con estado de oxidación (II) se reduce, formando, entre ambos, oxígeno molecular (dioxígeno), mientras que el fluoruro y el hidrógeno permanecen en su estado de oxidación habitual.
Muchos de los óxidos de no metales reaccionan con el agua para formar el respectivo ácido oxácido, de ahí, que en la nomenclatura clásica se les conozca con el nombre de anhídridos, es decir "sin agua". Así, por ejemplo, la disolución acuosa del dióxido de azufre es el ácido sulfuroso:
{\displaystyle {\ce {SO2 + H2O -> H2SO3}}}
o la del pentóxido de difósforo (P2O5) o mejor, su dímero (P4O10) da lugar al ácido ortofosfórico:
{\displaystyle {\ce {P2O10 + 6H2O -> 4H3PO4}}}
Estos óxidos anhídridos de ácido, tienen propiedades ácidas, por lo que reaccionan con las bases para formar sales. Muy conocido es el caso de la carbonatación de la sosa caustica, en la que esta sustancia, en contacto con el aire, reacciona lentamente con el CO2 presente, para formar carbonato de sodio y agua, una típica reacción ácido-base:
{\displaystyle {\ce {2NaOH + CO2 -> Na2CO3 + H2O}}}
En consecuencia, los  óxidos no metálicos que tienen propiedades ácidas también se les conoce con el nombre de óxidos ácidos, aunque hay que decir que no todos los óxidos no metálicos son óxidos ácidos. Hay algunos que no reaccionan con el agua o con las bases, mostrando carácter neutro, como ocurre con el monóxido de carbono (CO) o el óxido nitroso (N2O) y otros que tienen carácter anfótero, como el agua (H2O).

## Óxidos no metálicos frecuentes
A continuación se presentan los óxidos no metálicos más comunes de cada no metal, junto con su fórmula molecular, su nombre según la nomenclatura sistemática de la IUPAC, según la nomenclatura Stock y según la nomenclatura tradicional. En la nomenclatura tradicional el nombre genérico es anhídrico seguido de la raíz del nombre del elemento oxidado acabado en -ico si tiene un solo estado de oxidación. Cuando tiene dos posibles estados de oxidación, el sufijo -oso se utiliza para estado menor e -ico para el mayor. Cuando tienen más estados de oxidación, se antepone el prefijo hipo-, que significa "menos" al nombre terminado en -oso, para el estado inferior y el prefijo per- al nombre terminado en -ico, para el estado de oxidación superior. Cuando no son generadores de ácidos mediante reacción con el agua, suelen denominarse como óxidos, rara vez como anhídridos.
| Elemento | Óxido | Nombre habitual           | Nombre IUPAC              | Otros nombres. Observaciones                                                        |
| -------- | ----- | ------------------------- | ------------------------- | ----------------------------------------------------------------------------------- |
| H        | H2O   | Agua                      | Oxidano                   | También, oxido de hidrógeno u óxido de dihidrógeno, entre otros nombres             |
| C        | CO    | Monóxido de carbono       | Monóxido de carbono       | Óxido de carbono (II). En algunos libros, anhídrido carbonoso                       |
| C        | CO2   | Dióxido de carbono        | Dióxido de carbono        | Óxido de carbono (IV); Anhídrido carbónico; Gas carbónico                           |
| N        | N2O   | Óxido nitroso             | Monóxido de dinitrógeno   | Óxido de nitrógeno (I)                                                              |
| N        | NO    | Óxido nítrico             | Monóxido de nitrógeno     | Óxido de nitrógeno (II)                                                             |
| N        | N2O3  | Trióxido de dinitrógeno   | Trióxido de dinitrógeno   | Óxido de nitrógeno (III); Anhídrido nitroso                                         |
| N        | NO2   | Dióxido de nitrógeno      | Dióxido de nitrógeno      | Óxido de nitrógeno (IV)                                                             |
| N        | N2O4  | Tetraóxido de dinitrógeno | Tetraóxido de dinitrógeno | Óxido de nitrógeno(IV). A veces, NTO, por sus siglas en inglés. Es un dímero de NO2 |
| N        | N2O5  | Pentaóxido de dinitrógeno | Pentaóxido de dinitrógeno | Óxido de nitrógeno (V); Anhídrido nítrico                                           |
| P        | P2O3  | Trióxido de fósforo       | Trióxido de difósforo     | Óxido de fósforo (III); Anhídrido fosforoso. En realidad se trata de P4O6           |
| P        | P2O5  | Pentóxido de fósforo      | Pentaóxido de difósforo   | Óxido de fósforo (V); Anhídrido fosfórico. En realidad se trata de P4O6             |
| S        | SO2   | Dióxido de azufre         | Dióxido de azufre         | Óxido de azufre (IV); Anhídrido sulfuroso. A veces, Gas sulfuroso                   |
| S        | SO3   | Trióxido de azufre        | Trióxido de azufre        | Óxido de azufre (VI); Anhídrido sulfúrico                                           |
| Se       | SeO2  | Dióxido de selenio        | Dióxido de selenio        | Óxido de selenio (IV); Anhídrido selenioso                                          |
| Se       | SeO3  | Trióxido de selenio       | Trióxido de selenio       | Óxido de selenio (VI); Anhídrido selénico                                           |
| Cl       | Cl2O  | Monóxido de cloro         | Monóxido de dicloro       | Óxido de cloro (I); Anhídrido hipocloroso                                           |
| Cl       | Cl2O3 | Trióxido de cloro         | Trióxido de dicloro       | Óxido de cloro (III); Anhídrido cloroso                                             |
| Cl       | ClO2  | Dióxido de cloro          | Dióxido de cloro          | Óxido de cloro(IV)                                                                  |
| Cl       | Cl2O6 | Hexóxido de cloro         | Hexóxido de dicloro       | Óxido de cloro(VI)                                                                  |
| Cl       | Cl2O7 | Óxido perclórico          | Heptóxido de dicloro      | Óxido de cloro (VII); Anhídrido perclórico                                          |
| Br       | Br2O  | Monóxido de bromo         | Monóxido de dibromo       | Óxido de bromo (I); Anhídrido hipobromoso                                           |
| Br       | BrO2  | Dióxido de bromo          | Dióxido de bromo          | Óxido de bromo(IV)                                                                  |
| Br       | Br2O3 | Trióxido de bromo         | Trióxido de dibromo       | Óxido de bromo (III); Anhídrido bromoso                                             |
| I        | I2O5  | Pentóxido de yodo         | Pentóxido de diyodo       | Óxido de yodo(V); Anhídrido yódico                                                  |